# Гексахлоран
Гексахлора́н C6H6Cl6 — смесь восьми стереоизомеров 1,2,3,4,5,6-гексахлорциклогексана. Все изомеры представляют собой белые кристаллические нерастворимые в воде вещества.
Используется в качестве инсектицида, однако применение гексахлорана для борьбы с насекомыми ограничено.
Препарат, содержащий 99—100 % γ-изомера, называется «линдан».

## История получения
Гексахлорциклогексан впервые получил Майкл Фарадей в 1825. Инсектицидные свойства были обнаружены у одного из его изомеров — линдана (γ-ГХЦГ) Г. Бендером в 1933, но его промышленное производство было начато в Японии только в 1949 году.
По оценкам, с 1950 до 2000 года в мире было произведено около 600 000 тонн линдана, и подавляющее большинство из которого было использовано в сельском хозяйстве. ГХЦГ до сих пор занимает второе место после ДДТ по масштабу применения и производства.

## Строение молекулы
Для гексахлорциклогексана известно восемь изомеров:
- α-Гексахлорциклогексан, (1R,2R,3S,4R,5S,6S)-1,2,3,4,5,6-гексахлорциклогексан

- β-Гексахлорциклогексан, (1R,2S,3R,4S,5R,6S)-1,2,3,4,5,6-гексахлорциклогексан

- γ-Гексахлорциклогексан, (1R,2R,3S,4R,5R,6S)-1,2,3,4,5,6-гексахлорциклогексан

- δ-Гексахлорциклогексан, (1R,2R,3S,4R,5S,6R)-1,2,3,4,5,6-гексахлорциклогексан

- ε-Гексахлорциклогексан, (1R,2R,3S,4S,5S,6R)-1,2,3,4,5,6-гексахлорциклогексан

- ζ-Гексахлорциклогексан, (1R,2R,3R,4R,5R,6R)-1,2,3,4,5,6-гексахлорциклогексан

- η-Гексахлорциклогексан, (1R,2R,3S,4S,5R,6R)-1,2,3,4,5,6-гексахлорциклогексан

- θ-Гексахлорциклогексан, (1R,2R,3S,4R,5R,6R)-1,2,3,4,5,6-гексахлорциклогексан

Общие особенности:
Все изомеры малорастворимые в воде (наименьшая проявляется у γ-изомера), хорошо во многих неполярных органических растворителях (в особенности в ароматических углеводородах). Наиболее высокую температуру плавления имеет β-изомер (309 °С), наименьшую ζ-изомер (≈ 90 °С).

## Физические и химические свойства
Чистый гексахлоран представляет собой твёрдое, белое, порошкообразное вещество, практически без запаха, неочищенный — технический ГХЦГ имеет стойкий неприятный запах плесени, желтовато-серый цвет, которые обусловлены примесями пентахлорциклогексена и тетрахлорциклогексадиена. Плохо растворим в воде, хорошо растворяется в органических неполярных растворителях — керосине (1:7), ацетоне (1:2), диэтиловом эфире, бензоле, как липофильное соединение хорошо взаимодействует с минеральными маслами, жирными кислотами и липидами.
ГХЦГ термически устойчив, но при высоких температурах возгоняется с образованием белого густого дыма, что даёт возможность применять его в форме аэрозоля. Слабо разрушается под действием ультрафиолетовых лучей, но благодаря относительно высокой летучести возгоняется с парами воды или испаряется с обработанных поверхностей, поэтому сохранность его в основном зависит от температуры.
ГХЦГ весьма устойчив к действию различных окислителей и концентрированных кислот: азотной, серной, соляной (даже при их температуре кипения). Это свойство применяется при анализе растений на остатки инсектицида: растительную пробу обрабатывают серной кислотой, после чего возгоняют ГХЦГ с парами воды.
Под влиянием щелочей или высокой температуры все изомеры ГХЦГ разлагаются с отщеплением НСl и образованием трихлорбензола. Во влажной почве γ-изомер разлагается с образованием пентахлорциклогексена, который для теплокровных животных в 1000 раз менее токсичен, чем γ-изомер.

## Получение
Получают фотохимической реакцией хлорирования бензола. Хлорирование ведут в избытке бензола или в растворе других органических растворителей, чаще всего хлористого метилена. Хорошие результаты даёт хлорирование в алифатических нитрилах.
{\displaystyle {\mathsf {C_{6}H_{6}+3Cl_{2}{\xrightarrow {hv/CH_{2}Cl_{2}}}C_{6}H_{6}Cl_{6}}}}
При хлорировании бензола получается смесь следующего состава (в %):
- α-изомер 53-70
- β-изомер 3-14
- γ-изомер 11-18
- δ-изомер 6-10
- другие изомеры 3-5
- гептахлорциклогексан 3-4
- октахлорциклогексан 0,5-1
- маслянистые вещества (неустановленного состава) 0,5-3[4].

Также гексахлорциклогексан возможно получить при хлорировании циклогексана или циклогексена.

## Применение
Эффективный инсектицид комплексного действия, который широко применяется в сельском хозяйстве для борьбы с паразитами животных. Гексахлоран, обогащённый γ-изомером, обладающим более высокими инсектицидными свойствами (является сильным контактным, системным, кишечным и фумигантным ядом), чем другие изомеры, используется для протравливания семян, а также для борьбы с вредителями овощных, плодовых и технических культур.
ГХЦГ выпускают в форме 12%-ного дуста, 25%-ного порошка на фосфоритной муке, эмульсий, смачивающихся порошков, аэрозолей и дымовых шашек.
Неактивные изомеры ГХЦГ используются для получения хлорпроизводных бензола (три-, тетра-, гексахлорбензола).
Линдан (γ-ГЦХГ), как лекарственное средство по-прежнему доступно в США, с 1995 года он был включен в список препаратов вторичной помощи. Однако в некоторых штатах (Калифорнии и Мичигане) выпуск фармацевтического линдана запрещён.
В настоящее время ГХЦГ и его токсичные изомеры используются только в государствах с аграрной экономикой. В промышленно развитых государствах ГЦХГ и его изомеры рассматриваются, как чрезвычайно опасные вещества, приносящие вред экологии и здоровью человека, и поэтому либо запрещены в производстве и применении, либо ограничены (Семнадцать стран, включая США и Канаду, позволили себе ограниченное сельскохозяйственное или фармацевтическое применение).

## Общий характер действия
Инсектицидное действие γ-изомера объясняют конкуренцией его в клетках с инозитом за участие в некоторых биологических
процессах. Гексахлоран значительно ядовитее для насекомых, чем для млекопитающих: γ-изомер вызывает гибель 50 % насекомых в дозе 0,73 мг/кг, а 50 % млекопитающих в дозе 100—1000 мг/кг. Для последних гексахлоран прежде всего яд, действующий на нервную систему; поражает также кроветворную систему, накапливается главным образом в жировой ткани. Вызывает индукцию ферментов печени, усиливающих метаболизм самого γ-изомера и других соединений.

### Действие на вредоносные организмы
Вещество быстро проникает через кутикулу насекомых, достигая с током гемолимфы непосредственно нервной системы, концентрируется в периферийных областях ганглиев брюшного и головного отделов. Все начинается с возбуждения и расстройства координации движений. Вскоре наступает паралич конечностей и общий паралич. Последняя стадия может продолжаться от нескольких часов до нескольких дней.
Механизм действия ГХЦГ не изучен. Вероятно, молекулы вещества проникают в структуру липопротеиновых мембран нервных клеток, нарушая перенос ионов в момент передачи нервного импульса. Важное значение при этом имеет пространственная структура молекулы. По-видимому, гексахлорциклогексан может нарушить обмен липидов у насекомых. Действие ГХЦГ также проявляется в накоплении очень больших количеств холестерина в тканях пораженного насекомого, вследствие чего можно предположить, что инсектицид воздействует на липопротеино-стериновые комплексы клеточных структур, то есть, по сути, ГХЦГ является липофильным соединением.

### Эффективность действия ГХЦГ
Для большинства вредных насекомых ГХЦГ обладал высокой токсичностью. Высокочувствительны к нему прямокрылые, в том числе и чешуекрылые, саранчовые, мухи, клопы, блохи, комары, жуки и личинки этих видов, особенно младших возрастов. В то же время кокциды и растительноядные клещи весьма устойчивы, поэтому после долгого применения ГХЦГ популяция этих вредителей на обрабатываемых участках возрастала вследствие уменьшения численности естественных врагов.
γ-Изомер очень токсичен для пчёл и шмелей, а также для рыб и организмов, которые являются для них пищей. Помимо этого, он значительно изменяет органолептические свойства воды.

### Резистентность к ГХЦГ и его изомерам
Частое применение ГЦХГ и его изомеров может привести к резистентности (невосприимчивости) и приобретенной устойчивости насекомых. Насекомые, резистентные к гексахлорциклогексану, очень устойчивы и к другим хлорорганическим соединениям (например, некоторые виды тлей, в том числе и филлоксера). Выявлены устойчивые к ГХЦГ расы тараканов, комнатных мух, колорадского жука, некоторых видов долгоносиков (свекловичный, люцерновый) и других вредных насекомых.

## Воздействие на организм
Гексахлоран является тератогенным веществом (вызывает уродства эмбриона), а также канцерогеном. Действует на печень и нервную систему.

## Токсичность гексахлорана
Гексахлоран относится к высокотоксичным (для насекомых), биоакуммулирующим веществам. По отношению к человеку гексахлоран умеренно-токсичен, максимальная LD50 составляет более 1500 мг. При интоксикации γ-изомером гексахлорана у человека наблюдаются: головная боль, головокружение, слюнотечение, тошнота, рвота, загрудинные боли, кашель, кровотечение из носа, гиперемия лица. В тяжелых случаях — обморочное состояние, потеря сознания, падение кровяного давления, 3амедление пульса и дыхания, судороги; возможно развитие парезов. В крови — лейкоцитоз, снижение уровня сахара и кальция. Возможны изменения в периферической нервной системе (типа полирадикулоневрита, энцефаломиелополиневрита), токсические поражения сердечной мышцы и почек. Известны случаи агранулоцитоза, лейкемии, анемии. Электрокардиографические изменения — признаки токсической миокардиодистрофии. Иногда картина вегетативного невроза с явлениями токсического полиневрита. Острый дерматит.
В случаях массовых отравлений при протравливании зерна (после 5 ч работы) — головная боль, слабость, тошнота, боли в области сердца, признаки поражения миокарда (на электрокардиограмме). Обнаружены единичные тельца Гейнца в крови. У одной из пострадавших — тяжёлое отравление с парезом лучевого нерва, плекситами, поражением сердечной мышцы, пневмонией с эксудатом в плевру. Болезненность по ходу нервов и дистрофические изменения в миокарде отмечались в течение нескольких месяцев. В других случаях — резкое раздражение глаз и кожи, головокружение, потливость, повышение температуры, тошнота, рвота, белок в моче. Возобновление работы через несколько дней снова вызывало слабость, повышение температуры и содержания белка в моче.

### Действие на кожу
Очень часто вызывает дерматиты как при остром, так и хроническом воздействии. Острые ограниченные дерматиты чаще возникают в теплое время года (при большом загрязнении кожи). В лёгких случаях — покраснение и отечность, умеренный зуд и жжение. В более тяжёлых случаях дерматиты могут распространяться на всё тело, сопровождаться сильной краснотой, папулёзно-везикулёзной высыпью, резким зудом, мокнутьем. В дальнейшем иногда остается повышенная чувствительность к гексахлорану. У работающих с γ-изомером (дезинфекторов) отмечались случаи экзем. При наложении тестов из всех изомеров появлялся только быстро исчезающий зуд; при поражении кожи эти же тесты вызывали резкий зуд, а иногда обострение экземы. По данным некоторых тестов, кожные тесты с α-, β-, γ-, δ-изомерами дают отрицательные результаты, а с техническим гексахлораном — положительные.
Предельно допустимая концентрация для смеси изомеров 0,1 мг/м3, для γ-изомера 0,05 мг/м3. Порог восприятия запаха этого вещества может быть гораздо выше ПДКрз. У людей с хорошей чувствительностью он достигал 0,87 мг/м3. Можно ожидать, что использование широко распространённых фильтрующих СИЗОД в сочетании с «заменой фильтров по появлении запаха под маской» (как это почти всегда рекомендуется поставщиками СИЗОД) приведёт к чрезмерному воздействию гексахлорана на, по крайней мере, часть работников — из-за запоздалой замены противогазных фильтров. Для защиты от этого вещества следует использовать значительно более эффективные изменение технологии и средства коллективной защиты.

## Экологические аспекты
ГХЦГ и его изомеры (в особенности α, β и γ) представляет большую угрозу животному и растительному миру. Обладает ярко выраженным кумулятивным свойством. Накапливается в организмах животных (в основном в жировых тканях, это, прежде всего, связано с липофильными свойствами), в растениях (ГХЦГ проникает через листья и корни в плоды, клубни и другие органы, тем самым делая их фитотоксичными и полностью непригодными к употреблению). Большую опасность представляет загрязнение воды ГХЦГ и его изомерами, так как они практически не растворяются в ней и могут накапливаться в больших количествах. Большинство хладнокровных животных, таких, как рыбы и земноводные, высокочувствительны к ГХЦГ. Помимо токсичности, некоторые изомеры (в частности β-изомер) обладают также и канцерогенной активностью.
В 2009 году линдан объявлен стойким органическим загрязнителем (запрещено производство, можно расходовать запасы).